# Зико
Артур Антунеш Коимбра (на португалски: Arthur Antunes Coimbra, произнася се най-близко до Ахтух Антуниш Куимбра), по-известен като Зико (на португалски: Zico, произнася се Зику) е бразилски футболист. Зико е наричан „белия Пеле“ и един от най-популярните бразилски футболисти в периода от 1970 до 1988 г. Прякорът „Зико“ идва от умалителното име Арсурзико (Артурчо).
Зико e носил фланелки с номер 8 и 10 на мачовете на националния отбор на Бразилия. Той е на 5-то място сред голмайсторите на отбора с 48 гола от 71 мача. В класацията на голмайсторите на всички времена в национални турнири от най-висок клас, публикувана от Международната федерация по футболна история и статистика (IFFHS), Зико е на 9-то място в света с 406 гола от 596 мача.
През 1983 г. е избран за Футболист на годината в света от спортното списание „World Soccer“. В класациите на ФИФА за най-добър футболист на XX век той е поставен на 7-мо до 11-то място, а в класацията на списание „Франс Футбол“ е на 9-то място. През 2004 г. е включен в списъка на най-великите 125 живи футболисти. Зико е един от бразилците в Залата на славата на ФИФА (други са Пеле, Гаринча, Диди, Роналдо, Роналдиньо и Роберто Карлош). През юли 2012 г. той се класира на 61-во място сред 100-те най-велики бразилци на всички времена в конкурс, проведен от SBT с BBC в Лондон.
След като прекратява активното си спортуване, Зико се отдава на треньорска дейност. След Световното първенство по футбол през 2002 г. той става треньор на националния отбор по футбол на Япония и успява да го класира на световното през 2006 в Германия. След неуспешното представяне на японците става старши треньор на турския Фенербахче, където постига четвъртфинал в ШЛ. След това има кратък престой в ЦСКА Москва, а от 2009 г. води гръцкия гранд Олимпиакос.

## Отбори
- Фламенго, Бразилия 1967 – 1983, 1985 – 1989
- Удинезе, Италия 1983 – 1985
- Кашима Антлърс, Япония 1991 – 1994

## Отличия
- № 1 на Южна Америка (1977, 1981, 1982)
- Носител на Купа Либертадорес: 1981.
- Носител на Междуконтиненталната купа по футбол: 1981
- Бронзов медалист: Световно първенство по футбол 1978.
- Шампион на Бразилия по футбол (Серия A): 1980, 1982, 1983, 1987.
- Шампион на щата Рио-де Жанейро: 1972, 1974, 1978, 1979(в), 1979(о), 1981, 1986.
- Шампион на Япония: 1993.
- Участник в световни първенства: 1978, 1982, 1986; 1998, 2006 – на последните 2 като треньор
- Шампион на Турция: 2006 – 2007 като треньор
- Носител на Суперкупата на Турция: 2007 като треньор
- Носител на Купата на Азия: 2004 като треньор
- Шампион на Узбекистан: 2008 като треньор
- Носител на Купата на Узбекистан: 2008 като треньор
- Носител на Суперкупата на Русия: 2009 като треньор
- Носител на Купата на Русия: 2008/2009 като треньор
- Световно първенство по плажен футбол: 1995.
- Носител на Купата на Америка по плажен футбол: 1995, 1996.

## Лични награди
- Футболист на годината в Южна Америка: 1977, 1981, 1982.
- Най-добър футболист в света „World soccer“: 1983.
- Най-добър футболист Шампионат на Италия (Серия A): 1984.
- Носител на Футболист на Бразилия: 1974, 1982.
- Най-добър играч Междуконтинентална купа: 1981.
- Най-добър играч Световно първенство по плажен футбол: 1995.
- Голмайстор на Шампионата на Бразилия (Серия A): 1978, 1979, 1982.
- Голмайстор на Купа Либертадорес: 1981.
- Голмайстор на Световното първенство по плажен футбол: 1995.
- Най-добър голмайстор в историята на стадион „Маракана“ – 333 гола.
- Най-добър голмайстор в историята на „Фламенго“ – 568 гола.
- През 1974 г. Зико поставя клубен рекорд с „Фламенго“ по количество вкарани голове в един сезон (49), а през 1976 го подобрява (на 56).
- Второ място по количество на изиграните мачове за „Фламенго“ – 731 мача.
- Рекорд в Шампионат на Япония по количество изиграни мачове с вкаран гол в тях – 11 гола в 10 мача (1992).
- 14-ия футболист на света за XX век според версията МФИСФ.
- 7-ия футболист на Южна Америка за XX век според версията ИФФХС.
- Влиза в списъка на „ФИФА 100“ и Списък на най-великите футболисти в света за XX век (World Soccer) (под № 18).